# 一渡明
一渡 明（いちわたり あきら、1918年1月11日 - 1974年12月9日）は、現在の千葉県我孫子市出身で出羽海部屋に所属した力士。本名は渡辺 明。164cm、102kg。最高位は東前頭18枚目。

## 経歴
1933年5月初土俵、1937年1月十両昇進。1939年1月新入幕したが、1943年5月に若くして廃業。その後は食堂を経営したが、交通事故が原因で店をたたみ旅館を経営していたが後遺症で死亡した。

## 成績
- 幕内3場所13勝30敗
- 通算20場所116勝93敗34休

## 改名
- 改名歴なし[2]

| 1933年 （昭和8年） | x                  | 新序 2–1                |
| 1934年 （昭和9年） | 西序ノ口8枚目 1–5  | 西序二段37枚目 5–0      |
| 1935年 （昭和10年） | 東三段目22枚目 5–1 | 東幕下22枚目 6–4        |
| 1936年 （昭和11年） | 西幕下9枚目 4–2    | 西幕下7枚目 7–4         |
| 1937年 （昭和12年） | 東十両13枚目 4–7   | 西幕下5枚目 9–4         |
| 1938年 （昭和13年） | 西十両10枚目 8–5   | 西十両4枚目 8–5         |
| 1939年 （昭和14年） | 東前頭18枚目 4–9   | 東十両5枚目 9–6         |
| 1940年 （昭和15年） | 西前頭19枚目 6–9   | 西十両2枚目 2–1–12      |
| 1941年 （昭和16年） | 東十両12枚目 10–5  | 西十両4枚目 10–5        |
| 1942年 （昭和17年） | 西十両筆頭 5–7–3   | 西十両4枚目 11–4        |
| 1943年 （昭和18年） | 東前頭19枚目 3–12  | 東十両7枚目 引退 0–3–12 |
| 各欄の数字は、「勝ち-負け-休場」を示す。 優勝 引退 休場 十両 幕下 三賞：敢=敢闘賞、殊=殊勲賞、技=技能賞 その他：★=金星 番付階級：幕内 - 十両 - 幕下 - 三段目 - 序二段 - 序ノ口 幕内序列：横綱 - 大関 - 関脇 - 小結 - 前頭（「#数字」は各位内の序列） |                    |                         |

### 幕内対戦成績
| 力士名 | 勝数 | 負数 | 力士名 | 勝数 | 負数 | 力士名 | 勝数 | 負数 | 力士名 | 勝数 | 負数 |
| ------ | ---- | ---- | ------ | ---- | ---- | ------ | ---- | ---- | ------ | ---- | ---- |
| 青葉山 | 0    | 3    | 大潮   | 0    | 1    | 大ノ森 | 1    | 0    | 海光山 | 1    | 0    |
| 桂川   | 0    | 2    | 金湊   | 1    | 0    | 九ヶ錦 | 1    | 1    | 源氏山 | 1    | 0    |
| 小嶋川 | 0    | 1    | 小松山 | 0    | 2    | 鯱ノ里 | 0    | 1    | 斜里錦 | 0    | 1    |
| 高登   | 1    | 0    | 鶴ヶ嶺 | 0    | 3    | 土州山 | 1    | 0    | 巴潟   | 1    | 1    |
| 幡瀬川 | 1    | 1    | 盤石   | 1    | 0    | 広瀬川 | 0    | 1    | 松浦潟 | 0    | 2    |
| 若潮   | 0    | 1    | 若瀬川 | 1    | 0    | 若港   | 1    | 1    |        |      |      |